# Оберлейтенант-цур-зее
Оберлейтенант-цур-зее (нім. Oberleutnant zur See) — військове звання молодшого офіцерського складу у Військово-морських силах Збройних сил Німеччини (Імператорські військово-морські сили Німеччини, Рейхсмаріне, Крігсмаріне, Фольксмаріне), Нідерландів, а також у ВМС Австро-Угорщини.

## Знаки розрізнення оберлейтенанта-цур-зее

Оберлейтенант-цур-зее Крігсмаріне
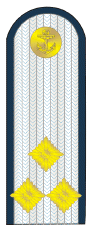
Оберлейтенант-цур-зее Фольксмаріне
лейтенант-цур-зее 2 класу ВМС Нідерландів (Luitenant ter zee der 2de klasse)

За часів Третього Рейху у Ваффен-СС еквівалентним званням було СС-оберштурмфюрер.